# National Space Organization
La National Space Organization o NSPO (Organizzazione Nazionale per lo Spazio) è l'agenzia spaziale civile della Repubblica di Cina (Taiwan) controllata dall'Executive Yuan National Science Council . NSPO attualmente è coinvolta nello sviluppo di tecnologia spaziale come satelliti e relative infrastrutture come la serie di satelliti FORMOSAT per l'esplorazione della Terra. Inoltre svolge ricerche aerospaziali, di analisi a distanza, di astrofisica, di scienze atmosferiche e legate all'informatica.
L'agenzia è stata fondata nel 1991 con la denominazione di National Space Program Office e ha ricevuto il nome attuale nel 2005. Il quartier generale del NSPO si trova a Hsinchu, Taiwan.

## Velivoli spaziali

### Lanciati o dal lancio imminente
- FORMOSAT-1: Comunicazione e ricerche nella ionosfera, lanciato il gennaio 1999.
- FORMOSAT-2: Ricerche nella ionosfera e cartografia della terra, lanciato nel maggio 2004.
- FORMOSAT-3/COSMIC: Costellazione di 6 microsatelliti che svolgeranno studi nell'alta atmosfera oltre la quota dei satelliti GPS. È un progetto congiunto con le agenzie americane, compresa la NASA e il National Center for Atmospheric Research, il lancio è stato fissato per il dicembre 2005.

### In sviluppo o bloccati
- YamSat: Serie di picosatelliti (volume di 10 centimetri cubici dal peso di 850 grammi) sviluppati per semplici missioni di spettroscopia di breve durata. Inizialmente il lancio era previsto per il 2003 da un vettore russo ma il lancio è stato cancellato per le forti pressioni politiche della Cina.
- Arase: la missione JAXA per studiare la magnetosfera interiore, lanciata nel 2016. Taiwan ha fornito uno strumento[senza fonte]

## Sviluppo e piani a lungo termine
La prima fase del programma spaziale di Taiwan prevedeva lo sviluppo delle risorse tecnologiche ed umane necessarie per la realizzazione di tre satelliti e per la loro gestione. Il programma sarà completato con il lancio del FORMOSAT-3/COSMIC per la fine del 2005. Attualmente le sonde e la strumentazione viene progettata e assemblata a Taiwan da ditte locali per poi essere spedita negli Stati Uniti da dove verrà lanciata da dei lanciatori commerciali (SpaceX). NSPO e l'istituto militare cinese Chungshan Institute of Science and Technology stanno lavorando allo sviluppo di un razzo per sondare gli strati superiori dell'atmosfera.
La seconda fase è prevista per il 2006 - 2018 e si concentrerà sullo sviluppo per la miniaturizzazione delle tecnologie e per la miniaturizzazione delle attrezzature richieste per la realizzazione di una costellazione di microsatelliti. Inoltre si intende incoraggiare lo sviluppo delle industrie aerospaziali locali.